# Linda Martin
Linda Martin (født 17. april 1953 i Omagh, County Tyrone, Nordirland) er en irsk sangerinde, der blev kendt i Europa i 1992 da hun vandt Eurovision Song Contest med sangen "Why Me?". Dette var Irlands 4. sejr i alt, og 1. sejr i hvad der blev til tre i træk. Hun deltog også i 1984.
| År   | Land   | Sang       | Plads | Point |
| ---- | ------ | ---------- | ----- | ----- |
| 1984 | Irland | Terminal 3 | 2     | 137   |
| 1992 | Irland | Why me?    | 1     | 155   |